# 新北市立三民高級中學
新北市立三民高級中學，簡稱三民高中，位於臺灣新北市蘆洲區。

## 簡介

### 校史
- 1989年：開始籌劃建校。
- 1990年：經臺灣省政府教育廳核定，定名「臺北縣立三民國民中學」，暫借蘆洲國中辦公上課。
- 1991年：遷入今日校地上課。
- 1992年：成立資源班。
- 1993年：教育廳核定成立「附設國民中學補習學校」
- 1993年：成立國中啟智班。
- 1996年：參與試辦完全中學，改制為「臺北縣立三民中學」。成立高中數理語文及體育實驗班。
- 1998年：所有校舍—一心樓、雙聖樓、三民樓、四維樓、五育樓、六藝樓、齊賢樓、八德樓（科學館）、圖書館及逸仙堂，正式完工。
- 1999年：教育廳核定設立高中進修學校，「附設國民中學補習學校」更名為「附設進修補習學校」。
- 2000年：依高級中學法，由臺北縣政府核定改名為「臺北縣立三民高級中學」
- 2010年：12月，因應五都升格，改隸為「新北市立三民高級中學」[1]
- 2010年：榮獲教育部評定為優質化高中[2]
- 2015年：5月，學生參與反高中課綱微調運動，校方視為公民行動方案[3]。
- 2020年：9月，與韓國高校締結為姊妹校

### 歷任校長
| 任期 | 姓名       | 任職日期  | 離職日期  | 備註                                         |
| ---- | ---------- | --------- | --------- | -------------------------------------------- |
| 1    | 張再興先生 | 1990年7月 | 1997年7月 | 調任臺北縣立海山完全中學                     |
| 2    | 陳芳雄先生 | 1997年8月 | 2005年7月 | 原臺北市立龍山國民中學教務主任升任，屆齡退休 |
| 3    | 張經昆先生 | 2005年8月 | 2011年7月 | 原臺北縣立正德國民中學校長轉任，屆齡退休     |
| 4    | 江書良先生 | 2012年8月 | 2015年7月 | 原臺北縣三重高級中學校長轉任，屆齡退休       |
| 5    | 沈美華女士 | 2015年8月 | 2021年7月 | 原新北市立永平高級中學教務主任升任，調回原校 |
| 6    | 彭盛佐先生 | 2021年8月 | 現任      | 原新北市立雙溪高級中學校長轉任               |

## 雨量測站
中央氣象局在三民高中有設立雨量測站，負責觀測蘆洲區的雨量
。

## 土壤液化檢測
於圖書館旁的垃圾場設有土壤液化觀測站。
2019年時由實驗研究組及設備組處理相關事務。

## 姊妹校
- 德國巴伐利亞史坦堡縣康芬豪森中學（德语：Landschulheim Kempfenhausen）
- 日本廣島縣立東城高等學校

## 外部連結
- 新北市立三民高級中學 （页面存档备份，存于）（學校網頁）
- 新北市立三民高級中學 （页面存档备份，存于）（Facebook專頁）